# Ferdinand David (Politiker)

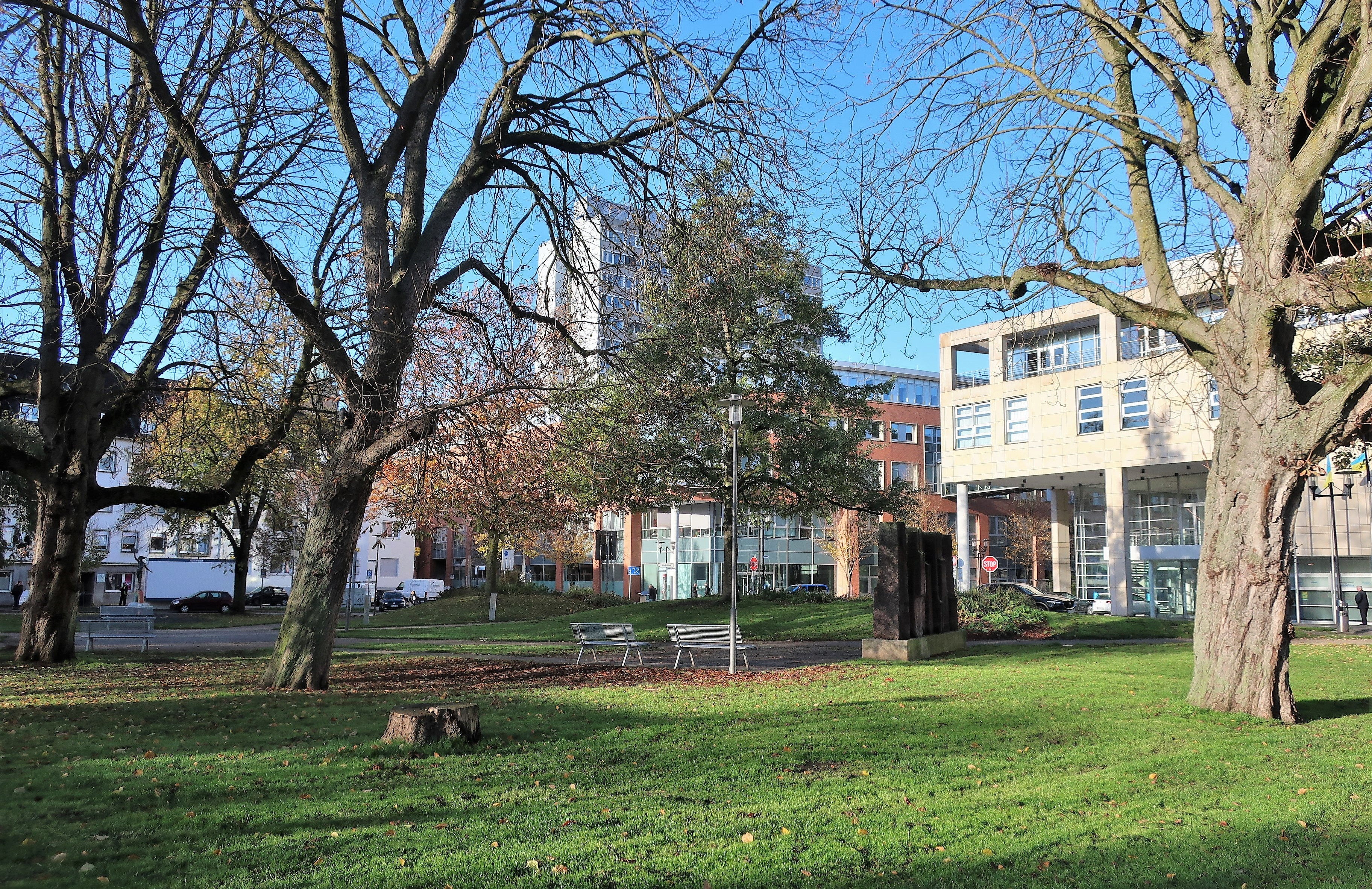
Dr.-Ferdinand-David-Park in Hagen

Ferdinand David (* 8. April 1885 in Hagen; † 24. Juli 1950 in Cincinnati) war ein deutscher Jurist und Kommunalpolitiker. Er war in Hagen SPD-Ratsmitglied und Richter am Arbeitsgericht.

## Leben
David wurde 1885 als ältester Sohn von Alwine Harff David und Louis David geboren. Er studierte Jura an den Universitäten Bonn, München und Münster und schloss 1910 sein Studium mit der Promotion zum Dr. jur. ab. Nach seiner Referendarzeit eröffnete er 1912 in Hagen eine Anwaltskanzlei, die er jedoch bald wieder verließ, um von 1914 bis 1918 als Soldat an der Westfront zu dienen, wofür er mit dem Eisernen Kreuz Zweiter Klasse ausgezeichnet wurde. 1921 wurde er zum Notar ernannt und begann seine Anwaltskanzlei wieder aufzubauen. Im Jahr 1922 heiratete er Ilse Gerson David, am 28. Mai 1923 wurde sein Sohn Henry P. David geboren.
In diesen Jahren begann David sich stark in der jüdischen Gemeinde und in der Hagener Kommunalpolitik zu engagieren. 1922 wurde er Mitglied der Repräsentantenversammlung der jüdischen Gemeinde Hagen, 1937 Mitglied des Vorstandes. Er wurde Rechtsberater der SPD-Fraktion, Richter am Arbeitsgericht, und von 1929 bis 1933 war er SPD-Ratsmitglied.
Mit Hitlers Machtaufstieg im Jahr 1933 wurde er aller seiner Ämter enthoben und seiner Wohnung verwiesen, woraufhin er in das Haus seines Großvaters einzog. Sein Sohn wanderte 1937 in die USA aus, nachdem ihm die Erlaubnis zum Besuch einer Schule entzogen wurde. In der Reichspogromnacht am 9. November 1938 wurde seine Wohnung gestürmt, sein Besitz zerstört und Ferdinand David aus dem Fenster gestoßen, so dass seine schweren Rückenverletzungen zwei Monate lang im Krankenhaus chirurgisch behandelt werden mussten.
1939 gelang dem Ehepaar David die Auswanderung, zuerst nach England, dann nach Cincinnati im US-Staat Ohio. Ferdinand David arbeitete dort zunächst als Nachtwächter auf einem Kohlenplatz, seine Frau als Krankenschwester. 1942 übernahm das Ehepaar die Leitung eines Altenheims und erhielt 1946 die US-amerikanische Staatsbürgerschaft.
Sein Sohn Henry P. David (1923 – 2009) gründete 1975 das Transnational Family Research Institute in Bethesda, Maryland. 

## Auszeichnungen
Zu seinen Ehren erhielt in den 1980er Jahren ein innerstädtischer Park seiner Heimatstadt Hagen den Namen Dr.-Ferdinand-David-Park.